# Biliphyta
Biliphyta, podcarstvo algi u kojemu je najznačajnije koljeno Rhodophyta sa 7538 vrsta. Kasnije su u njega još uključena koljena Picophyta s jednom vrstom i Rhodelphidophyta s dvije vrste. Sva ova tri koljena pripadaju infracarstvu Rhodaria.
Crvene alge i glaukofite (koje su 2010 izdvojene iz Biliphyta) posjeduju Kloroplaste koji su zadržali predačke pigmente fikobiline i jednostavno građen tilakoidni sustav. Fikobilini imaju zadaću da apsorbiraju onaj dio svjetlosne energije (500-600 nm) koju ne absorbiraju klorofili. Kod 13 poznatih fikobilina postoje tri kategorije: fikocijanini (plavi fikobilini), fikoeritrini (crveni fikobilini) i fitokromi. Fitokromi su pronađeni samo kod zelenih algi i kopnenih biljaka
Za razliku od Biliphyta zelene alge su izgubile fikobiline i posjeduju složen tilakoidni membranski sustav. 

## Divizija
1. Picophyta Seenivasan, Sausen, Medlin & Melkonian, 1
2. Rhodelphidophyta Tikhonenkov, Gawryluk, Mylnikov & P.J.Keeling, 2
3. Rhodophyta Wettstein   7535 vrste